# Duc de Hereford
Pour les articles homonymes, voir Hereford.
Le titre de duc de Hereford fut créé en 1397 pour Henri Bolingbroke, comte de Derby, fils aîné de Jean de Gand, pour avoir soutenu le roi Richard II d'Angleterre dans sa lutte contre leur oncle Thomas de Woodstock. En 1399, Henri usurpera le trône de son cousin Richard et prendra le nom d'Henri IV.
Le titre fut rattaché à la couronne lors de l'accession d'Henri IV, et n'a jamais été recréé depuis.
Hereford est une ville proche de la frontière galloise, dans le comté de Herefordshire, et a été plus souvent le siège des comtes de Hereford ou des vicomtes Hereford.

## Première création (1397)
- 1397-1399 : Henri Bolingbroke (1367 – 1413), comte de Northampton, puis de Derby, Lancastre, Leicester et de Lincoln, duc de Lancastre. Devint Henri IV d'Angleterre en 1399.